# Безгрошова економіка
Безгрошова (немонетарна) економіка включає в себе домашню працю, медичний догляд та громадянську активність, яка не має грошової цінності, але залишається життєво важливою частиною економіки. В сучасній економічній ситуації праця, що не має грошової оплати, цінується менше, ніж та, за яку отримують платню. Однак майже половина товарів та послуг в США виробляється за межами ринкової економіки і не представлені у показнику ВВП.
Немонетарна економіка покликана заохочувати і піднімати значення діяльності, яка приносить користь суспільству (неважливо, за рахунок виробництва послуг, товарів чи інвестицій), які не визнає ринкова економіка. Праця та її результат в цій системі оцінюється не тільки з економічного ефекту, а й з соціального значення її для суспільства.
Немонетарна економіка має на меті включити до ринку праці ті верстви населення та категорії працівників, у який ринок праці раніше не був зацікавлений. Дехто розуміє безгрошову економіку як соціальну та філософську систему, що намагається покласти край соціальної ізоляції шляхом включення бідних і безробітних до економічної системи та надати їм доступ до послуг і товарів. Такі  рухи закликають суспільство бути більш активним, таким чином, забезпечуючи демократизацію економічної структури.
Як правило, неоплачувана робота ділиться на громадську роботу та на роботу по дому. Ці два види праці мають принципове значення для повсякденного життя та  в своїй більшості недостатньо оцінені.